# Hartford (Ohio)

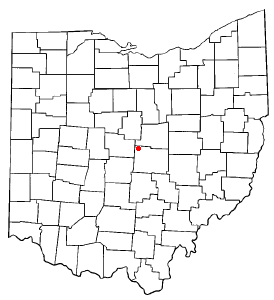
Hartford na planie stanu Ohio

Hartford – wieś w USA, w hrabstwie Licking, w stanie Ohio.
W roku 2010, 26,2% mieszkańców było w wieku poniżej 18 lat, 7,8% było w wieku od 18 do 24 lat, 26,5% było od 25 do 44 lat, 23,9% było od 45 do 64 lat, a 15,6% było w wieku 65 lat lub starszych. We wsi było 47,9% mężczyzn i 52,1% kobiet.
Liczba mieszkańców w 2010 roku wynosiła 397, a w 2012 wynosiła 393.